# Ringer-Europameisterschaften 1999
Die Ringer-Europameisterschaften 1999 fanden im griechisch-römischen Stil der Männer in Sofia, im Freistil der Männer in Minsk und im Freistil der Frauen in Götzis statt.

## Männer Griechisch-römisch

### Ergebnisse
| Klasse | Gold                              | Silber                | Bronze               |
| ------ | --------------------------------- | --------------------- | -------------------- |
| -54 kg | Samwel Wladimirowitsch Danijeljan | Dariusz Jabłoński     | Natiq Eyvazov        |
| -58 kg | Armen Nasarjan                    | Waleri Nikonorow      | Karen Mnazakanjan    |
| -63 kg | Włodzimierz Zawadzki              | Akaki Tschatschua     | Şeref Eroğlu         |
| -69 kg | Alexei Jurjewitsch Gluschkow      | Ryszard Wolny         | Bisser Georgiew      |
| -76 kg | Stojan Dobrew                     | Tamás Berzicza        | Dimitrios Avramis    |
| -85 kg | Hamza Yerlikaya                   | Martin Lidberg        | Alexander Menschikow |
| -97 kg | Mikael Ljungberg                  | Ali Mollow            | Petru Sudureac       |
| 130 kg | Alexander Alexandrowitsch Karelin | Anastasios Sofianidis | Giuseppe Giunta      |

### Medaillenspiegel (Männer griechisch-römisch)
| Rang | Land          | Gold | Silber | Bronze |
| ---- | ------------- | ---- | ------ | ------ |
| 1    | Russland      | 3    | 1      | 1      |
| 2    | Bulgarien     | 2    | 1      | 1      |
| 3    | Polen         | 1    | 2      | 0      |
| 4    | Schweden      | 1    | 1      | 0      |
| 5    | Türkei        | 1    | 0      | 1      |
| 6    | Griechenland  | 0    | 1      | 1      |
| 7    | Georgien      | 0    | 1      | 0      |
|      | Ungarn        | 0    | 1      | 0      |
| 9    | Aserbaidschan | 0    | 0      | 1      |
|      | Rumänien      | 0    | 0      | 1      |
|      | Armenien      | 0    | 0      | 1      |
|      | Italien       | 0    | 0      | 1      |

## Männer Freistil

### Ergebnisse
| Klasse | Gold                            | Silber                 | Bronze                          |
| ------ | ------------------------------- | ---------------------- | ------------------------------- |
| -54 kg | Oleksandr Sacharuk              | Iwan Zonow             | Leonid Tschutschunow            |
| -58 kg | Harun Doğan                     | Michele Liuzzi         | Otar Tuschischwili              |
| -63 kg | Elbrus Tedejew                  | Serafim Barsakow       | Murad Mustafajewitsch Umachanow |
| -69 kg | Sasa Sasirow                    | Welichan Alachwerdijew | Emzarios Bedinidis              |
| -76 kg | Adam Chamidowitsch Saitijew     | Alik Musajew           | Alexander Leipold               |
| -85 kg | Mogamed Ibragimov               | Igors Samusonoks       | Schamil Isajew                  |
| -97 kg | Kuramagomed Kuramagomedow       | Wadym Tassojew         | Eldari Luka Kurtanidse          |
| 130 kg | Andrei Anatoljewitsch Schumilin | Aydın Polatçı          | Sven Thiele                     |

### Medaillenspiegel (Männer Freistil)
| Rang | Land           | Gold | Silber | Bronze |
| ---- | -------------- | ---- | ------ | ------ |
| 1    | Ukraine        | 3    | 2      | 0      |
| 2    | Russland       | 3    | 1      | 3      |
| 3    | Türkei         | 1    | 1      | 0      |
| 4    | Nordmazedonien | 1    | 0      | 0      |
| 5    | Bulgarien      | 0    | 2      | 0      |
| 6    | Lettland       | 0    | 1      | 0      |
|      | Italien        | 0    | 1      | 0      |
| 8    | Georgien       | 0    | 0      | 3      |
| 9    | Deutschland    | 0    | 0      | 2      |

## Frauen Freistil

### Ergebnisse
| Klasse | Gold                           | Silber                   | Bronze                       |
| ------ | ------------------------------ | ------------------------ | ---------------------------- |
| -46 kg | Inga Alexejewna Karamtschakowa | Julia Woitowa            | Farah Touchi                 |
| -51 kg | Marta Wojtanowska              | Elena Egochina           | Tanja Sauter                 |
| -56 kg | Anna Gomis                     | Sara Eriksson            | Tetjana Lasarewa             |
| -62 kg | Nikola Hartmann                | Malgorzata Bassa-Roguska | Diletta Giampiccolo          |
| -68 kg | Lise Golliot                   | Ewelina Pruszko          | Anita Schätzle               |
| -75 kg | Tatyana Komarnicka             | Elvira Barriga           | Elmira Magomedowna Kurbanowa |

### Medaillenspiegel (Frauen Freistil)
| Rang | Land        | Gold | Silber | Bronze |
| ---- | ----------- | ---- | ------ | ------ |
| 1    | Frankreich  | 2    | 0      | 1      |
| 2    | Polen       | 1    | 2      | 0      |
| 3    | Russland    | 1    | 1      | 1      |
|      | Ukraine     | 1    | 1      | 1      |
| 5    | Österreich  | 1    | 1      | 0      |
| 6    | Schweden    | 0    | 1      | 0      |
| 7    | Deutschland | 0    | 0      | 2      |
| 8    | Italien     | 0    | 0      | 1      |